# Ресторан в конце Вселенной
«Ресторан в конце Вселенной» (англ. The Restaurant at the End of the Universe, 1980) — юмористический научно-фантастический роман английского писателя Дугласа Адамса. Вторая часть цикла «Автостопом по галактике».

## История создания
Идея романа пришла Адамсу из песни «Grand hotel» («Гранд-отель») британской рок-группы «Procol Harum». При создании романа использовались мотивы двух последних эпизодов одноимённой радиопостановки. После окончания романа Адамс не планировал продолжать серию, но в итоге она пополнилась ещё тремя произведениями и стала известна как «трилогия в пяти частях».

## Сюжет
— Дамы и господа, — сказал он, — Вселенная, какой мы её знаем, просуществовала на настоящий момент свыше ста семидесяти тысяч миллионов миллиардов лет и чуть больше чем через полчаса наступит её конец. Итак, добро пожаловать в «Миллиуэйз» — Ресторан в Конце Вселенной!
Оригинальный текст (англ.)"Ladies and gentlemen", he said, "The Universe as we know it has now been in existence for over one hundred and seventy thousand million billion years and will be ending in a little over half an hour. So, welcome one and all to Milliways, the Restaurant at the End of the Universe!"
— Макс Квордлиплен, хозяин заведения (пер. Юрий Аринович)
События книги разворачиваются сразу после событий предыдущего романа. Артур, Форд, Зафод, Триллиан и Марвин сбежали с планеты Магратея на корабле «Золотое сердце». Неожиданно на них нападают вогоны, но герои спасаются благодаря прадеду Зафода. Зафод и Марвин телепортируются на бету Малой Медведицы, в издательство путеводителя «Автостопом по Галактике». Триллиан, Артур и Форд остаются на корабле — бортовой компьютер завис в попытке обработать запрос на приготовление чашки чая.
Офис издательства атакуют обитатели второй планеты системы Фрогстар. Они сажают Зафода в пыточное устройство, которое уничтожает души существ, являя им, насколько те малы по сравнению с бесконечной Вселенной. Устройство на Зафода не действует, так как выясняется, что тот — одна из самых важных вещей во Вселенной. Зафоду удаётся сбежать и добраться до «Золотого сердца».
Друзья отправляются в Ресторан в конце Вселенной, крадут чужой корабль и находят там Марвина. Корабль направляется по заранее заданному курсу прямо в центр ближайшей звезды, поэтому все, кроме Марвина, управляющего кораблём, с него срочно телепортируются. Корабль Марвина врезается в звезду. Триллиан и Зафод успешно возвращаются на «Сердце», где встречаются с Зарнивупом и позже — с Повелителем Вселенной.
Из-за ошибки телепортера Артур и Форд отправляются в далёкое прошлое и попадают на «корабль дураков», везущий погружённых в анабиоз сумасшедших людей. Корабль терпит бедствие на планете Земля, сумасшедшие просыпаются и становятся предками человечества.
Артур пытается выяснить, на какой же именно вопрос отвечает Ответ на главный вопрос жизни, вселенной и всего такого. Для этого он в случайном порядке вынимает буквы для скрэббла из мешочка. Вопросом оказывается фраза «ЧТО ПОЛУЧИТСЯ, ЕСЛИ УМНОЖИТЬ ШЕСТЬ НА ДЕВЯТЬ?», но поскольку шесть на девять не даёт 42, Артур и Форд отчаиваются выяснить истину и остаются жить на доисторической Земле.

## Издания
- Douglas Adams. The Restaurant at the End of the Universe. — Pan Books. — 1 January 1980 (первое издание)
- Douglas Adams. The Restaurant at the End of the Universe. — 1995. ISBN 0-345-39181-0
- Дуглас Адамс. Автостопом по Галактике. Ресторан «У конца Вселенной». — АСТ. — 2003. ISBN 5-17-019628-8
- Дуглас Адамс. Приключения Артура Дента. — Гылым, Ренессанс. — 1992. ISBN 5-628-01301-3[3]

## Переводы
За богатый язык, изобилующий неологизмами и игрой слов, журнал The Guardian сравнил Адамса с Льюисом Кэроллом. Как и в случае с переводами Кэролла, такой литературный стиль предоставляет переводчикам широкое поле для творчества и приводит к появлению принципиально различающихся переводов, каждый из которых имеет своих поклонников и противников.
Различия начинаются с заглавия книги. Известны следующие переводы:
- Ресторан «У конца Вселенной», пер. Валерий Исаакович Генкин, Светлана Владимировна Силакова
- Ресторан в конце Вселенной, пер. Юрий Аринович
- Ресторан «У конца света», пер. Мария Викторовна Спивак
- Ресторан «У конца Вселенной», пер. А. Ю. Антомонов
- Ресторан на краю Вселенной, пер. В. Филиппов